# فرانك كوديلكا
فرانك كوديلكا (بالإنجليزية: Frank Kudelka)‏ مواليد 25 يونيو 1925 - الوفاة 4 مايو 1993، كان لاعب كرة سلة أمريكي. بدأ مسيرته الاحترافية في سنة 1949. بلغ طوله 6 قدم 2 بوصة (1.9 م). اعتزل اللعب في 1953.

## المسيرة الاحترافية
لعب مع شيكاغو ستايغس في موسم 1949–50 ، ثم لعب مع واشنطن كابيتولز في موسم 1950-51 ، ثم لعب مع بوسطن سيلتكس في موسم 1950-51 ، ثم لعب مع بالتيمور باليتس في موسم 1951-52 ، ثم لعب مع غولدن ستايت ووريورز في موسم 1952-53 .

## روابط خارجية
- فرانك كوديلكا على موقع إن بي أي (الإنجليزية)
- فرانك كوديلكا على موقع سبورتس رفرنس (الإنجليزية)
- فرانك كوديلكا على موقع كلية كرة السلة في سبورتس رفرنس.كوم (الإنجليزية)
- فرانك كوديلكا على موقع ريلجم (الإنجليزية)
- فرانك كوديلكا على موقع بروبوليرز (الإنجليزية)